# Jorge Bastos Moreno
Jorge Bastos Moreno (Cuiabá, 23 de abril de 1954 — Rio de Janeiro, 14 de junho de 2017) foi um jornalista e lobista brasileiro. Foi colunista do jornal O Globo, onde escrevia semanalmente sobre política, e dono do Blog do Moreno, onde também tratava de política num estilo informal, com informações dos bastidores do poder em Brasília. Em março de 2017, passou a apresentar o talk show Moreno no Rádio, na CBN, às sextas-feiras à tarde. Era também o âncora do programa "Preto no Branco", do Canal Brasil e fazia participações frequentes na GloboNews. Em Brasília, também representava institucionalmente as Organizações Globo, atuando efetivamente como lobista.[carece de fontes?]

## Publicações
- Ascensão e queda de Dilma Rousseff, editora Globo, 2017, ISBN 9788525063397
- A história de Mora - a saga de Ulysses Guimarães, 2013, ISBN 9788532528452

## Premiações
Venceu o Prêmio Esso de Informação Econômica de 1999, com a notícia da queda do então presidente do Banco Central Gustavo Franco e a consequente desvalorização do real. Moreno teve acesso à noticia no início da madrugada, avisou aos diretores e conseguiu um feito: parou as máquinas do jornal para que seus leitores tivessem ao acordar a notícia.

## Morte
Morreu em 14 de junho de 2017, no Rio de Janeiro, aos 63 anos, de edema agudo de pulmão decorrente de complicações cardiovasculares. Foi considerado um dos mais respeitados repórteres políticos do Brasil.